# 程美段
程美段（英語：Kiwi Ching Mei Tuen，1995年2月17日—），原名徐民虹，香港女性模特兒及主持，2018年開始參與電視節目演出。程美段是其藝名，為「呈現美好身段」之意。其前藝名為「徐藝媛」。

## 簡歷
程美段是中菲混血兒，父親是香港人，母親是菲律賓人。她在北角培僑中學畢業，並入讀香港專業教育學院葵涌分校。2017年使用藝名「徐藝媛」參選《環亞美神選舉》且獲「甜心美神」獎項，之後改藝名做程美段；參選時曾報稱任職復康護士，但2018年向傳媒表示自己在讀醫科。
2018年，她參與無綫電視綜藝節目《美女廚房》（第1 - 10集），演出其中一位「美女學徒」；同年7月又因在《香港動漫電玩節2018》裡，身穿白兔裝束擔當遊戲女郎而受到網民注目，更令其社交網站追隨人數急升。2019年，她則加入杜汶澤開設的網上頻道「杜汶澤喱騷」，擔任節目《為何深夜總是餓》助手。
2020年在她的Youtube Channel已把工作重心轉投入保險業。並開始在其頻道上發放一些保險資訊。

## 事件

### 被拖欠工資
2019年1月22日，程美段完成杜汶澤節目的所有拍攝工作，但一直收不到9000元的工資，由4月4日開始，程多次追問杜汶澤公司的總經理黎家豪（豪仔）但未收到回應。4月26日，有記者採訪程，程交代近況時談及未收到工資的事。4月27日，杜汶澤在面書發文反駁，指4月4日已透過銀行過數付了程的工資，並說：「不過我亦響度提醒其他同業，大家用呢個人記得小心啲」之後程詳細列出整件事的時間表以作回應，銀行過數日期實際是4月24日，入數紙影像的日期「24 Apr 2019」因不明原因變成了「4 Apr 2019」。程美段表示，若等了三個月仍未收到工資，並長期被對方「已讀不回」，若這樣也叫博宣傳，那麼她願意道歉
。有傳媒評論指杜汶澤拖欠三個月工資怎好意思「聲討」及「封殺」程美段，為什麼被拖欠工資三個月的人要承受冷嘲熱諷？有網民認為杜汶澤的員工有更改入數紙日期之嫌。
事至4月29日，杜汶澤再回應說：「本公司與程小姐在合作期間，從來沒有承諾出糧時間，可能娛樂圈以外的人士，並不了解我們行業出糧時間的習慣及運作，唔X識又招X積。而所有為本公司工作的主持人，從來沒有一個對本公司的出糧時間有意見，合作亦相當愉快，只有程美段一個人，對此有意見，並且主動向傳媒篤灰。我可以負責任的說，三個月雖然不算早，但在行業當中，絕對不算遲......你班假波毒X、社記深黃、垃圾藍屍，未免太看得起自己，本人四面受敵八面威風，從來不會輕易屈服！」有網民指杜的說法是「惡人先告狀」、「習非成是」。程美段之後公開了1月20日她與總經理豪仔的Whatsapp聲音留言，留言中豪仔說：「最初時傾當$1,500一組，當然可能係underate咗，但大家都想合作，6組就$9,000，應該拍完之後，我諗一個禮拜之後就會出糧。」5月1日，杜汶澤終於在直播節目中向程美段鞠躬道歉。

## 演出作品

### 電視節目

#### 無綫電視
- 2018年：《美女廚房》 - 演出美女學徒（第1 - 10集）

### 網上節目

#### 杜汶澤喱騷
- 2018年：《為何深夜總是餓》 - 擔任助手

#### Fun On Air
- 2019年：《亞歷斯新奇事》 - 7月8日嘉賓

### 廣告
- 2019年：杜蕾斯（香港）「G 激爽裝安全套 - 朝聖大師級·續集」
- 2020年：百老滙攝影器材「Broadway 幫緊你 - 忙碌篇」

## 外部連結
- 程美段 kiwi的Facebook專頁
- 程美段的Instagram帳戶